# Дарко Миланич
Дарко Миланич (Изола, 18. децембар 1967) је бивши словеначки и југословенски фудбалер. Играо је на позицији одбрамбеног играча.

## Играчка каријера
Фудбалом је почео да се бави у словеначком клубу НК Изола из родног града, а у Партизан је дошао 1985. године. Наредне године са својим вршњацима осваја титулу омладинског првака Југославије, а у новембру исте године дебитује и за први тим. Следећу сезону је провео у ЈНА, а по повратку из војске све чешће је у тиму, да би у сезонама 1990/91. и 1991/92. био стандардан првотимац, играјући углавном на месту штопера. Са Партизаном је освојио титулу првака Југославије у сезони 1986/87. као и два Купа (1989. и 1992).
Док је играо за Партизан, Миланич је стекао и статус репрезентативца и стигао је да наступи пет пута за репрезентацију Југославије. Дебитовао је 8. августа 1991. против Чехословачке (0:0). И у току распада СФРЈ je наставио да игра за државни тим. Последњи пут је обукао “плави” дрес 25. марта 1992. против Холандије (0:2) у Амстердаму, у припремној утакмици за Европско првенство 1992. са којег је репрезентација враћена услед санкција УН-а.
На полусезони 1992/93, Миланич је напустио Партизан и прешао у Штурм из Граца у којем ће остати до краја каријере 2000. године. Са Штурмом је освојио две шампионске титуле као и по три Купа и Суперкупа Аустрије.
За репрезентацију Словеније, у којој је у једном периоду био и капитен, наступио је на 42 сусрета. Са Словенијом је играо на Европском првенству 2000. у Белгији и Холандији.

## Тренерска каријера
На почетку тренерске каријере је водио Приморје и Горицу а највеће успехе је бележио са екипом Марибора коју је водио до пет титула првака Словеније. Поред тога, са овим клубом је изборио и пласман у групну фазу Лиге шампиона у сезони 2017/18.

## Успеси

### Играчки
Партизан
- Првенство Југославије (1) : 1986/87.
- Куп Југославије (2) : 1988/89, 1991/92.
- Суперкуп Југославије (1) : 1989.

Штурм Грац
- Првенство Аустрије (2) : 1997/98, 1998/99.
- Куп Аустрије (3) : 1995/96, 1996/97, 1998/99.
- Суперкуп Аустрије (3) : 1996, 1998, 1999.

### Тренерски
Марибор
- Првенство Словеније (5) : 2008/09, 2010/11, 2011/12, 2012/13, 2016/17.
- Куп Словеније (4) : 2009/10, 2011/12, 2012/13, 2015/16.
- Суперкуп Словеније (2) : 2009, 2012.